# 龙泉镇 (南充市)
龙泉镇，是中华人民共和国四川省南充市嘉陵区曾经下辖的一个镇。2019年10月，撤销龙泉镇，将其所属行政区域划归七宝寺镇管辖。

## 行政区划
龙泉镇撤销前下辖以下地区：
龙祥社区、梁家沟村、观音堂村、五通堂村、九栋碑村、安乐院村、新庙子村、店子沟村、大楼沟村、宫子岭村、碑垭沟村和大堰村。